# پانچووو، استان کرجالی
پانچووو (به بلغاری: Panchevo) روستایی در بلغارستان است که در شهرستان کاردژالی واقع شده‌است.